# Professeur de désir
Professeur de désir (titre original : The Professor of Desire) est un roman de Philip Roth paru en 1977 aux États-Unis, traduit en français en 1979. C'est le deuxième tome du cycle David Kepesh.

## Résumé
David Kepesh, jeune professeur (très doué) de littérature comparée, est resté un étudiant (tout aussi doué) en érotisme comparé. Sa devise est celle de Byron : «Studieux le jour et la nuit licencieux.» Son étude approfondie du désir passe d'abord par des jeux scabreux avec Bettan et Birgitta, jeunes Suédoises aventureuses, puis le plonge dans l'exotisme et la passion avec Helen, belle, mystérieuse, insaisissable. Il épouse son héroïne mais se retrouve perdu dans le désert de l'amour. La traversée en sera dure, il y perdra jusqu'à la trace du désir. Puis c'est la découverte enfin de l'oasis inespéré. Claire est belle, voluptueuse, mais limpide comme son nom, droite, sans équivoque. Ne s'agit-il pas encore une fois d'un mirage ?